# Right Now (Sophie and the Giants)
Right Now è un singolo della cantante britannica Sophie and the Giants, pubblicato il 12 febbraio 2021 dalla Island Records.

## Video musicale
Il video musicale del brano è stato pubblicato contestualmente all'uscita del singolo sul canale YouTube ufficiale della cantante.

## Tracce
Download digitale
1. Right Now – 3:10

Download digitale – Acoustic Version
1. Right Now (Acoustic Version) – 3:16

Download digitale – Pascal Letoublon Remix
1. Right Now (Pascal Letoublon Remix) – 2:48